# Cyprian Kern

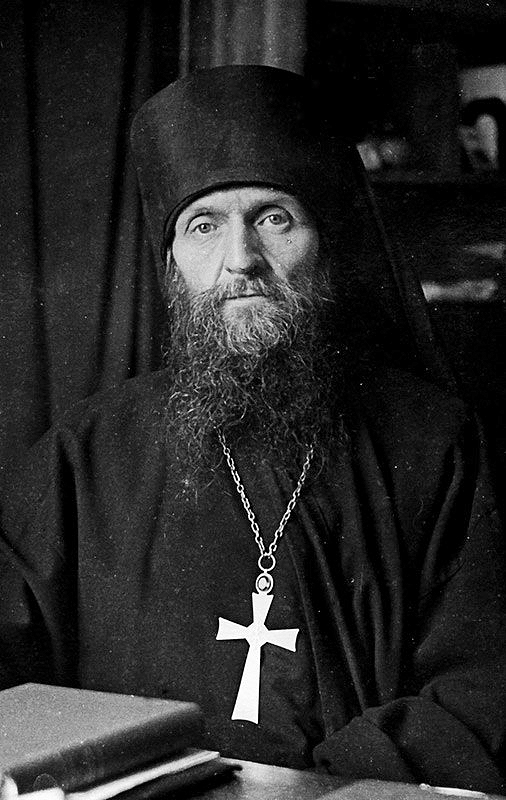
Cyprian Kern

Archimandrit Cyprian Kern (französisch Cyprien Kern) (* 11. Mai 1899 in Sankt Petersburg, Russisches Kaiserreich; † 11. Februar 1960 in Clamart, Frankreich) war ein orthodoxer Theologe und Professor für Patristik am Institut de Théologie Orthodoxe Saint-Serge in Paris.

## Leben
Cyprian Kern wurde in St. Petersburg als Konstantin Eduardowitsch Kern in einer russischen Akademikerfamilie geboren. Sein Vater war Direktor des Kaiserlichen Forstinstituts, und Cyprian Kern erhielt eine ausgezeichnete Erziehung. Er verließ Russland 1917 aufgrund der russischen Revolution und ging nach Belgrad in Serbien, wo er erst an der juristischen, dann an der theologischen Fakultät studierte. 1927 wurde er Mönch.
1928 wurde er Vorsteher der russischen geistlichen Mission in Jerusalem. 1931 kehrte er nach Serbien zurück. 1936 wurde er nach Paris ans Institut de Théologie Orthodoxe Saint-Serge auf den Lehrstuhl für Pastoraltheologie und Liturgie berufen. In den Vierzigerjahren wurde er als Nachfolger von Georgi Wassiljewitsch Florowski Professor für Patristik. Gleichzeitig mit seiner Lehrtätigkeit war er Hauptgeistlicher der orthodoxen Kirche Saint-Constantin-et-Hélène in Clamart bei Paris.
Einer seiner bedeutendsten Schüler ist Alexander Schmemann.

## Schriften (Auswahl)
- Евхаристія. YMCA-Press, Paris 1947, (Russisch, Die Eucharistie.).
- Антропология Св. Григория Паламы. YMCA-Press, Paris 1950, (Russisch, Die Anthropologie des Hl. Gregor Palamas.).
- Православное Пастырское Служеніе. Изданіе журнала „Вѣчное“, Парижъ 1957, (Russisch, Orthodoxer Pastoraldienst.).